# Seznam madžarskih arhitektov
Seznam madžarskih arhitektov.

## A
- Ignác Alpár

## B
- Lipót Baumhorn
- István Beöthy
- Marcel Breuer

## C
- György Csete (1937-2016)

## F
- András Ferkai
- Frigyes Feszl
- Yona Friedmann (madž.-francoski)

## G
- Ernő Goldfinger
- Robert Gutowski

## H
- Alfréd Hajós
- Alajos Hauszmann
- Fülöp Herzog
- József Hild
- László/Ladislav Hudec (Hugyecz László Ede; Wu Dake) (1893–1958) (slovaško-madžar.-kitajski)

## K
- Lajos Kassák
- Károly Kós
- Oskar Kaufmann

## L
- Béla Lajta
- Paul Laszlo (Paul László: madž.-amer. 1900-93)
- Dezső Lauber
- Ödön Lechner (1845-1914)

## M
- Imre Makovecz (1935-2011)
- Géza Márkus
- András Mayerhoffer
- Valér Mende
- Farkas Molnár (1897-1945)
- Ákos Moravánszky (madž.-švicarski)

## P
- Gyula Pártos
- Samu Pecz
- Ferenc Pfaff
- Mihály Pollack (Michael Pollack - avstr.-madž.)

## R
- Ferenc Reitter
- Ernő Rubik

## S
- Albert Schickedanz
- Frigyes Schulek
- Imre Steindl

## T
- Pál Tantó
- István Türr

## W
- Gyula Wälder
- Roland Wank

## Y
- Miklós Ybl